# Дніпрова хвиля (хрестоматія)
«Дніпрова хвиля» — навчальний посібник, хрестоматія нововведених з 1988/1989 років до шкільних програм в Україні творів письменників, які посіли визначне місце в історії української літератури.
Упорядкував хрестоматію Всеволод Неділько. Видання вийшло за редакцією професора Петра Кононенка. Видання рекомендоване управлінням шкіл Міністерства освіти України.

## Вміст
Твори згруповані за розділами української літератури — давньої, нової і новітньої.
До давньої літератури (від часів Київської Русі до кінця XVIII століття) включені:
- Фрагменти Повісті врем'яних літ
- «Слово про закон і благодать» Іларіона
- «Поучення» Володимира Мономаха
- Уривок Літопису Самійла Величка
- Твори Григорія Сковороди

Нову українську літературу (від початку XIX до початку XX століть) представляють 
- Шашкевич,
- Вагилевич,
- Головацький,
- П.Куліш,
- Старицький,
- Грінченко,
- Руданський,
- Самійленко,
- Олесь,
- Вороний,
- Винниченко.

Новітню українську літературу: 
- Чумак,
- Еллан-Блакитний,
- Хвильовий,
- Косинка,
- М. Куліш,
- Лепкий,
- Підмогильний,
- Осьмачка,
- Плужник,
- Ольжич,
- Теліга,
- Клен,
- Маланюк,
- Антонич,
- Павличко,
- Костенко,
- Симоненко,
- Стус,
- Б.Олійник,
- Драч,
- Мушкетик.